# Riri, Fifi et Loulou
Pour la chanson, voir Riri, Fifi, Loulou.
Pour les articles homonymes, voir Riri, Fifi et Loulou.
Riri, Fifi et Loulou Duck (Huey, Dewey and Louie Duck en VO) sont des personnages de fiction de l'univers des canards créés en 1937 par Ted Osborne et Al Taliaferro pour les studios Disney.
D'apparence physique identique (seul leurs casquettes ont des couleurs différentes), ils sont les neveux de Donald Duck et les petits-neveux de Balthazar Picsou. Du statut de petites pestes dans leurs premières apparitions, ils ont évolué en sages Castors Juniors, sauvant souvent leurs oncles de situations périlleuses.

## Création et évolution
D'après les gags et histoires de Al Taliaferro et de Carl Barks et les dessins animés, on peut déterminer trois époques distinctes dans l'évolution progressive des triplés : les années 1930, 1940 et 1950. L'auteur Don Rosa a, par ailleurs, réalisé une illustration représentant ces trois époques.

### Les années 1930
Ils apparaissent dans un des « strips » hebdomadaires de Donald le 17 octobre 1937, qui sera adapté au cinéma sous le titre Les Neveux de Donald (Donald's Nephews) le 15 avril 1938. Leur mère, Della Duck, les confie quelques jours à son frère Donald pendant l'hospitalisation de son mari, victime de l'explosion d'un pétard que les trois sacripants ont placé sous son fauteuil. Pendant leur séjour chez Donald, les triplés ne feront que des bêtises et vont avoir une relation orageuse avec Donald. Dans le strip du 21 novembre 1937, Donald doit renvoyer ses neveux chez leurs parents. On peut commencer à apercevoir chez les triplés qui refusent de rentrer, un attachement pour leur oncle. Il faudra que ce dernier les attache à un camion pour parvenir à les renvoyer chez eux. On les verra faire des apparitions dans quelques strips jusqu'à s'installer définitivement chez Donald à partir des strips de 1940.

### Les années 1940
Dans les années 1940, Riri Fifi et Loulou sont définitivement chez Donald. Une preuve se situe dans le dessin animé de propagande The New Spirit de 1942, on peut apercevoir les noms des trois neveux dans la déclaration d'impôts de Donald en qualité d'adoptés. Leurs bêtises ne ciblent plus Donald, leur énergie passe davantage dans des jeux et à faire l'école buissonnière. On peut voir dans les histoires de Carl Barks qu'ils commencent même à avoir une certaine complicité avec Donald en participant à ses aventures, avec également leur grand-oncle Picsou après sa création en 1947.

### Les années 1950
Dans les années 1950, les canetons ont atteint l'âge de raison avec l'adhésion aux Castors Juniors (The Junior Woodchucks en VO), invention de Carl Barks en 1951 apparaissant pour la première fois dans l'histoire Castors Juniors à la rescousse ! (Operation St. Bernard). Leur Manuel contient les réponses à tous les problèmes de la vie quotidienne. Cette organisation de jeunesse, calquée sur le mouvement scout et ayant pour buts la transmission du savoir et la préservation de l'environnement, a largement contribuée à faire des petits démons d'origine des canetons responsables. Don Rosa montre bien l'influence bénéfique qu'à eu les Castors Juniors dans l'histoire C.E.S.T.D.U.C.H.A.R.A.B.I.A. (W.H.A.D.A.L.O.T.T.A.J.A.R.G.O.N.) racontant comment les triplés sont devenus membres de l'organisation. Avec Picsou et Donald, ils utilisent leur énergie et leur savoir acquis grâce aux Castors Juniors pour les recherches de trésors. Une autre influence bénéfique est celle de Grand-Mère Donald qui les accueille de nombreuses fois dans sa ferme.

## Profil

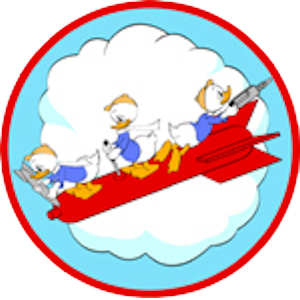
Riri, Fifi et Loulou ont inspiré l'emblème du 340^{e} escadron de bombardiers de l'US Air Force en Alabama.

### Physique
Aucun moyen de les différencier physiquement de manière sûre n'existant, les dessinateurs ont tenté de leur attribuer une couleur de vêtements : Riri en rouge (ou orange), Fifi en bleu et Loulou en vert. En revanche, lors de leur première apparition cinématographique dans Les Neveux de Donald (1938), Riri est en rouge, Fifi en orange et Loulou en vert (pour expliquer ces variations, les trois frères ont expliqué qu'ils se prêtent mutuellement leurs vêtements). Reste le mystère de savoir comment Donald parvient à les reconnaître si facilement. Ce mystère fut résolu dans Un œil pour le détail (An Eye For Detail), une histoire de Don Rosa, où l'on apprend que Donald a un problème au niveau de la rétine, ce qui lui confère une vision excellente pour voir les détails les plus minimes. Balthazar Picsou tente d'en tirer profit mais sans succès vu la maladresse de Donald. Dans certaines couvertures de magazines, un des trois canetons est jaune, rappelant au passage Phooey Duck.

### Leurs parents
Après que leur mère Della les confie à Donald dans le tout premier strip, il ne sera plus jamais question des parents de Riri, Fifi et Loulou. Pendant longtemps, la seule trace qu'on aura de leur mère est la signature de la fameuse lettre que reçoit Donald. Et encore rien n'était clair car dans certaines versions, la lettre est signée « Sister Dumbella » et dans d'autres versions, elle est signée « Cousin Della ». Dans la première version française, la fameuse lettre est signée Clarabelle et c'est leur instituteur qu'ils ont envoyé à l'hôpital. Leurs parents ne sont pas mentionnés. La vraie traduction de la lettre sera reprise dans la version Française de 1993,.
Le fait que la mère des neveux est Della Duck sera officialisé grâce à l'arbre généalogique des familles Picsou et Duck de Don Rosa. Le père des triplés est par contre caché, pour ne dévoiler ni son apparence, ni son prénom. Don Rosa a expliqué qu'il avait toujours voulu raconter une histoire dans laquelle les neveux partent en quête de leurs parents perdus, mais une telle aventure ne pouvant pas avoir une fin heureuse et satisfaisante, l'auteur n'a jamais donné suite. Cependant, dans le dernier épisode de La Jeunesse de Picsou, Rosa fait référence à la disparition de leurs parents, lors de la première rencontre entre Picsou et ses petits-neveux :
- Picsou : « Je n'ai pas l'habitude de la famille non plus. La mienne semble s'être évaporée. »
- Riri, Fifi et Loulou : « On connaît ça aussi.»

Il faudra attendre Juin 2014 avec 80 jaar, une mini-biographie de Donald écrite par Evert Geradts, dessinée par Maximino Tortajada Aguilar et publiée aux Pays-Bas et la série animée La Bande à Picsou (DuckTales) de 2017 pour en connaître davantage sur Della.
Le père des canetons reste un mystère.

### Phooey
Phooey est le quatrième neveu non officiel de Donald né des erreurs de certains auteurs dont Carl Barks, par exemple dans l'histoire L'Ascension du Matterhorn (Mastering the Matterhorn). En effet quatre neveux sont dessinés à la place de trois. Depuis, une légende urbaine sur Phooey s'est répandue parmi les fans de Disney,.
Quand l'histoire Les Rapetou voyagent... 1) Une lueur dans la nuit (The Phantom Lighthouse) avec cette même erreur, a été publiée pour la première fois aux États-Unis en 1990, dans le numéro 245 du Uncle Scrooge Magazine, un fan a fait remarquer le problème. Bob Foster l'éditeur du magazine, en confirmant l'erreur, a répondu en blaguant que cela devait probablement être le quatrième neveu de Donald. Il l'a baptisé Phooey en référence à l'expression qu'utilise Donald dans les dessins animés à chaque fois que quelque chose de mauvais lui arrive : « Aw Phooey » voulant dire « Zut » en Français,.
Le problème est que cette blague a été prise au sérieux et que depuis, de nombreuses théories ont été créées par les fans à propos du frère caché des triplés. Ces derniers ont proposé différentes hypothèses expliquant leur séparation dont l'une des plus connue : le pétard sous la chaise de leur père (raison évoquée pour laquelle Riri, Fifi et Loulou ont été confiés à Donald) aurait été placé par Phooey. Alors que ses frères furent envoyés chez Donald, il aurait fini en maison de correction, car il aurait été jugé trop dangereux. Une fois libre, il serait passé voir ses frères de temps en temps pour les harceler,.
Dans certaines illustrations et jeux publiés dans différents journaux, un quatrième neveu est parfois représenté. En général, pour différencier ce dernier des autres, la couleur jaune lui a été attribuée.
Une histoire officielle nommée Beaucoup de bruit pour Phooey... (Much Ado About Phooey) scénarisée par Lars Jensen et Jack Sutter et dessinée par Tino Santanach Hernandez a été publiée en 1999. Cette histoire indique que Phooey est un phénomène électrique qui apparaît près de Riri, Fifi et Loulou, puis disparaît pour expliquer la présence de Phooey le temps d'une case ou deux,. Cette histoire a été publiée pour la première fois en France le 27 mars 2015 dans le numéro 30 du magazine Les Trésors de Picsou.
Dans l'épisode 17 de la saison 2 de La Bande à Picsou Le périple de Donald Duck ! (What Ever Happened to Donald Duck?!), Fifi montre à Picsou une photo de leurs trois œufs avant éclosions, en soupçonnant qu'il y en a un quatrième et donc qu'on leurs cache un frère. Il va nommer ce dernier Phooey. En réalité, il s'agit d'une tache de moutarde. Dans l'épisode 19 Le cauchemar ! (A Nightmare on Killmotor Hill!), à l'intérieur d'un rêve, les triplés vont faire apparaître Phooey qui est habillé en jaune. Il est appelé Chouchou en version française.

### À propos des prénoms
Grâce au choix de l'animateur Dana Coty, Huey, Dewey et Louie doivent leurs prénoms à deux hommes politiques et un animateur américains des années 1930, :
- Huey Pierce Long (1893-1935), gouverneur puis sénateur de Louisiane.
- Thomas Dewey (1902-1971), gouverneur de l'État de New York[NB 4].
- Louie Schmitt (1908-1993), animateur qui participa notamment aux films Blanche-Neige et les Sept Nains et Bambi[NB 5].

En France, dans certaines anciennes traductions, ils ont eu d'autres noms comme Hubert, Louie et Denis, Hugues, Daniel et Louie et Nestor, Oscar et Désiré.
Par ailleurs, dans la série télévisée Couacs en vrac (Quack Pack, 1996-97), on apprend leurs prénoms complets : Hubert, Deuteronomy et Louis. La série La Bande à Picsou (DuckTales) de 2017 a changé le nom de Deuteronomy en Dewford et celui de Louis en Llewelyn.
Dans les bandes-dessinées françaises, d'après l'histoire Le Dernier voyage du Cap'tain Duck (als piraat en VO "Hollandaise"), leurs prénoms complets seraient Richard, Firmin et Louis. Ces prénoms ont été gardés dans la version française de La Bande à Picsou de 2017.
On apprend également que dans l'épisode Rien n'arrête Della Duck ! (Nothing Can Stop Della Duck!) de la saison 2 de cette dernière série que leur mère, Della Duck, voulait à l'origine les appeler "Jet, Turbo et Rebel".

## Œuvres avec Riri, Fifi et Loulou

### Riri, Fifi et Loulou en bandes dessinées
Depuis 1937, Les triplés sont apparus dans un peu plus de 23500 histoires d'après le site INDUCKS recensé en juin 2021. Il y a environ 8200 histoires répertoriées en France. Riri, Fifi et Loulou ont joué un rôle majeur dans les aventures dessinées de Donald et Picsou. Ils sont également présents dans de nombreuses histoires à travers leur appartenance aux Castors Juniors
Dans Un héritier au-delà de l'arc-en-ciel (Some Heir Over the Rainbow), ils sont mis à l'épreuve par Picsou, tout comme Donald et Gontran Bonheur, qui souhaite désigner un héritier. Picsou confie à chacun 1 000 dollars . Donald les utilise pour payer les traites de sa nouvelle voiture ; Gontran les enterre comptant sur sa chance pour ne pas en avoir besoin ; Riri, Fifi et Loulou les confient à un chercheur de trésors. Alors que Picsou s'apprête à désigner Gontran, qu'il a jugé le plus prudent même s'il estime que « la vie est injuste », les trois canetons font fortune grâce à la découverte du trésor et Picsou en fait ses héritiers.

### Riri, Fifi et Loulou à l'écran
Riri, Fifi et Loulou sont apparus dans de nombreux courts métrages depuis Les Neveux de Donald (Donald's Nephews) le 15 avril 1938.
Dans la série télévisée La Bande à Picsou de 1987, leur personnalité est plus inspirée des bandes dessinées (à partir des années 1950) que de leurs premiers films. C'est leur débrouillardise et non leur insolence qui est mise en avant. Dans Couacs en vrac (Quack Pack) de 1996, ils deviennent des adolescents et acquièrent des personnalités distinctes : Riri est le leader, Fifi un magicien de l'informatique et Loulou un sportif accompli. Mais ce n'est là qu'une parenthèse et ils retrouveront leur âge originel dans leurs apparitions suivantes : Mickey Mania et Disney's tous en boîte.
Dans La Bande à Picsou de 2017, ils ont un âge situé entre celui des bandes dessinées et de Couacs en vrac. Tout comme dans cette dernière série, ils ont chacun une personnalité différente. Riri est plus sage et cultivé et à l'habitude de tout planifier. Il est le seul des trois à être castor junior. Fifi, quant à lui, est bien plus téméraire et intrépide que ses deux frères et aime particulièrement l'aventure. C'est le plus impliqué dans l'enquête de la disparition leur mère. Il aime aussi attirer l'attention sur lui et a une certaine complicité avec Zaza. Enfin, Loulou, est fainéant voire paresseux et hérite légèrement de l'avarice de son grand-oncle à la différence qu'il aime l'argent gagné facilement. Il est également doué dans l'art d'échafauder des combines et de négocier.

#### Filmographie
- 1938 : Les Neveux de Donald (Donald's Nephews)
- 1938 : Bons Scouts (Good Scouts)
- 1938 : Donald joue au golf (Donald's Golf Game)
- 1939 : Champion de hockey (The Hockey Champ)
- 1939 : Scouts marins (Sea Scouts)
- 1940 : L'Entreprenant M. Duck (Mr. Duck Steps Out)
- 1940 : Donald capitaine des pompiers (Fire Chief)
- 1941 : Les Années 90 (The Nifty Nineties)
- 1941 : Donald garde-champêtre (Truant Officer Donald)
- 1942 : All Together
- 1942 : The New Spirit
- 1942 : Donald bagarreur (Donald's Snow Fight)
- 1943 : À l'attaque ! (Home Defense)
- 1944 : Donald et le Gorille (Donald Duck and the Gorilla)
- 1944 : Donald est de sortie (Donald's Off Day)
- 1945 : Le crime ne paie pas (Donald's Crime)
- 1947 : Straight Shooters
- 1948 : À la soupe ! (Soup's On)
- 1949 : Pile ou Farces (Donald's Happy Birthday)
- 1950 : Attention au lion (Lion Around)
- 1951 : Donald gagne le gros lot (Lucky Number)
- 1952 : Donald et la Sorcière (Trick or Treat)
- 1953 : La Fontaine de jouvence de Donald (Don's Fountain of Youth)
- 1953 : Donald pugiliste (Canvas Back Duck)
- 1954 : Donald et les Pygmées cannibales (Spare the Rod)
- 1954 : L'Agenda de Donald (Donald's Diary)
- 1961 : Donald et l'écologie (The Litterbug)
- 1965 : Donald's Fire Survival Plan
- 1967 : Picsou banquier (Scrooge McDuck and Money)
- 1983 : Le Noël de Mickey (Mickey's Christmas Carol)
- 1987 : Fou de foot (Sport Goofy in Soccermania)
- 1987-1990 : La Bande à Picsou (DuckTales). Série télévisée
- 1988 : Qui veut la peau de Roger Rabbit (Who Framed Roger Rabbit)
- 1990 : La Bande à Picsou, le film : Le Trésor de la lampe perdue (DuckTales the Movie: Treasure of the Lost Lamp)
- 1990 : Les personnages animés préférés à la rescousse (Cartoon All-Stars to the Rescue) Épisode télé spécial anti-drogue.
- 1996 : Couacs en vrac (Quack Pack). Série télévisée.
- 1999 : Mickey, il était une fois Noël (Mickey's Once Upon a Christmas)
- 1999 : Mickey Mania (Mickey Mouse Works). Série télévisée.
- 2001 : Mickey, la magie de Noël (Mickey's Magical Christmas: Snowed In At The House Of Mouse). Compilation de courts-métrages.
- 2001 : Disney's tous en boîte (Disney's House of Mouse). Série télévisée.
- 2002 : Mickey, le club des méchants (Mickey's House of Villains). Compilation de courts-métrages.
- 2004 : Mickey, il était deux fois Noël (Mickey's Twice Upon a Christmas).
- 2006-2016 : La Maison de Mickey (Mickey Mouse Clubhouse). Série télévisée.
- 2013-2019 : Mickey Mouse. Série télévisée.
- 2017-2021 : La Bande à Picsou (DuckTales). Série télévisée.
- 2020-En cours : Le Monde Merveilleux de Mickey (The Wonderful World of Mickey Mouse). Série télévisée.

#### Voix de Riri, Fifi et Loulou

##### Voix originales
- Clarence Nash (courts métrages « classiques ») de 1938 à 1961.
- Russi Taylor (DuckTales 1987, Mickey's Once Upon a Christmas, Mickey's Twice Upon a Christmas, etc.) de 1987 à 2004.
- Jeannie Elias, Pamela Segall et Elizabeth Daily (Quack Pack) en 1996.
- Tony Anselmo (Disney's House of Mouse, Mickey Mania) de 1999 à 2004.
- Danny Pudi (Huey), Ben Schwartz (Dewey), Bobby Moynihan (Louie) (DuckTales 2017) depuis 2017.

##### Voix françaises
- Martine Reigner, voix principale de 1987 à 2004.
- Sylvain Caruso, redoublages de certains courts métrages « classiques » depuis 1989.
- Charles Pestel, Alexis Tomassian et Donald Reignoux dans Couacs en vrac en 1997.
- Emmanuel Garijo, Alexis Tomassian et Donald Reignoux depuis 2017.

### Jeux vidéo
Riri, Fifi et Loulou apparaissent dans Disney's Magical Quest 3 et dans la saga Kingdom Hearts en tant que vendeurs d'objets en tous genres et en tant que vendeurs de glaces dans la Ville de Traverse et à la Forteresse Oubliée. Ils apparaissent aussi dans le jeu Disney Magical World sorti le 24 octobre 2014 sur 3DS.

## Noms en différentes langues
De même que pour Lili, Lulu et Zizi, les nièces de Daisy, leurs prénoms sont souvent la répétition des mêmes sons, avec juste un changement de consonnes ou de voyelles :
- Allemand : Tick, Trick und Track
- Anglais : Huey, Dewey and Louie
- Arabe : سوسو, توتو، لولو (Sousou, Touto, Loulou)
- Danois : Rip, Rap og Rup
- Espagnol : Juanito, Jaimito y Jorgito (Espagne) ; Hugo, Paco y Luis (Amérique latine)
- Espéranto : Huĉjo, Duĉjo kaj Luĉjo
- Estonien : Hups, Tups ja Lups
- Finnois : Tupu, Hupu ja Lupu
- Grec : Χιούι, Ντιούι και Λιούι (Khioúi, Dioúi ke Lioúi)
- Hongrois : Tiki, Niki és Viki
- Indonésien : Kwik, Kwek dan Kwak
- Islandais : Ripp, Rapp og Rupp
- Italien : Qui, Quo e Qua
- Japonais : ヒューイ・デューイ・ルーイ (Hyūi・Dyūi・Rūi)
- Néerlandais : Kwik, Kwek en Kwak
- Norvégien : Ole, Dole og Doffen
- Polonais : Hyzio, Dyzio i Zyzio
- Portugais : Huguinho, Zezinho e Luisinho
- Russe : Билли, Вилли и Дилли (Billi, Villi i Dilli)
- Serbe : Раја, Гаја и Влаја (Raja, Gaja i Vlaja)
- Suédois : Knatte, Fnatte och Tjatte
- Tchèque : Bulik, Dulik a Kulik
- Turc : Can, Cin ve Cem